# Pepeni, Sîngerei
Pepeni este satul de reședință al comunei cu același nume  din raionul Sîngerei (Republica Moldova), fostul județ Bălți.

## Istorie
Satul Pepeni a fost atestat pentru prima dată la 5 iunie 1781.
În anii 1918-1929 era reședința plășii omonime.